# Донектарський період

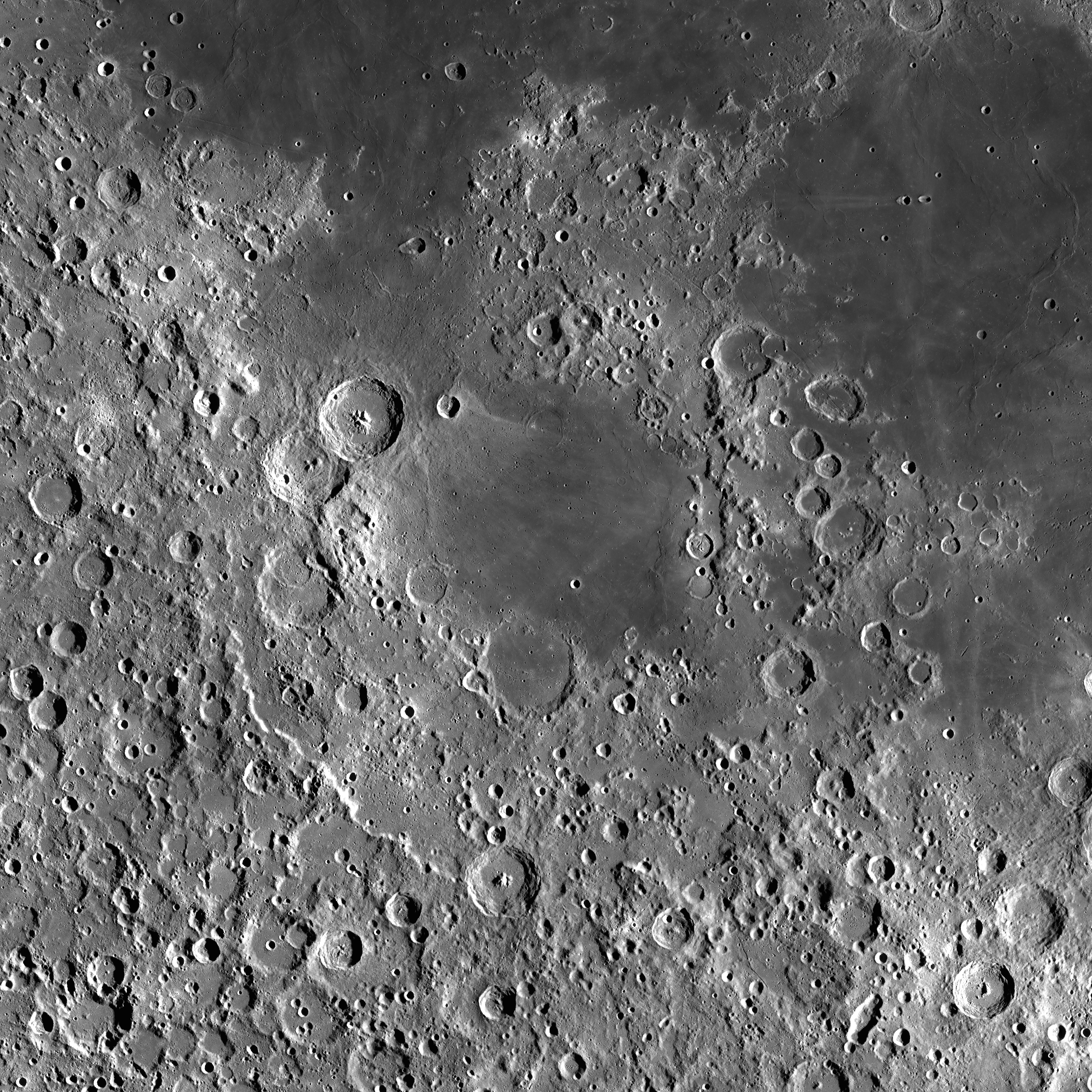
Басейн Моря Нектару, одразу перед появою якого закінчився донектарський період (саме море з'явилося значно пізніше)

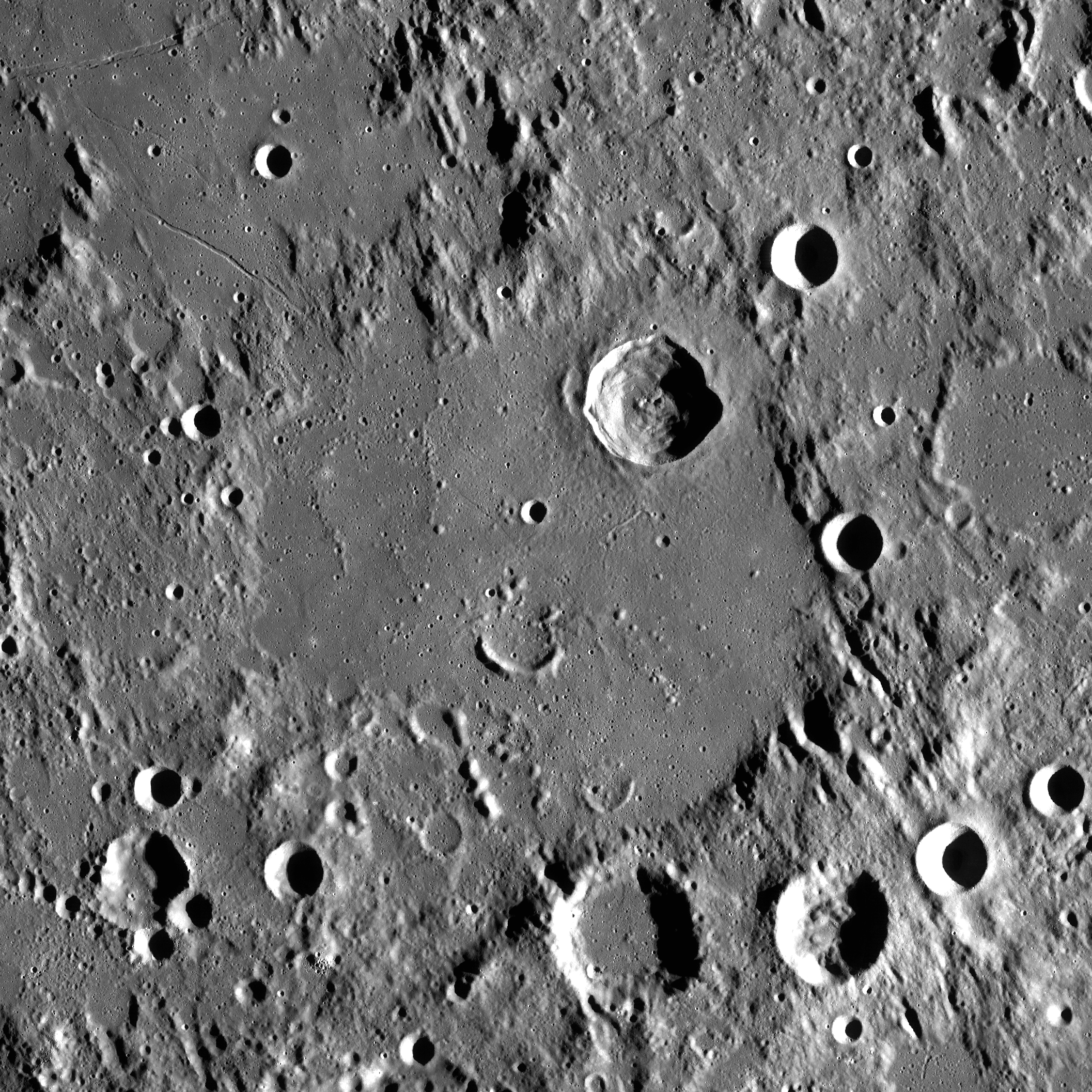
Гіппарх — кратер донектарського віку. Видно сильну зруйнованість, характерну для таких кратерів.

Донектарський період — перший період геологічної історії Місяця. Почався з утворення супутника (близько 4,5 млрд років тому) і закінчився з настанням нектарського періоду (4,20–3,80 млрд років тому). Межа між цими періодами проведена за появою басейну Моря Нектару (сам цей басейн відносять до нектарського періоду).
Виділення цього періоду запропонували 1975 року Д. Стюарт-Александер та Д. Вільгельмс, які розділили колишній доімбрійський період на донектарський та нектарський. Зрідка донектарський період називають гіппархівським за назвою одного з кратерів, що тоді з'явилися, — кратера Гіппарх. Оскільки цей проміжок часу не має чітко визначеної нижньої межі, називання його геологічним періодом, а сукупності його порід геологічною системою є дещо умовним.
Для донектарського періоду існує поділ на частини: на основі даних про відносний вік донектарських басейнів Д. Вільгельмс розділив їх на 9 груп, що відповідають 9 часовим проміжкам. Цим проміжкам передує час, із якого не збереглося жодного басейну. Розділення цього періоду ускладнене тим, що для донектарських басейнів важко встановити навіть відносний вік: існують різні визначення послідовності їх утворення.

## Ідентифікація об'єктів донектарського віку
Приналежність деталей місячної поверхні до донектарського періоду найнадійніше встановлюється за їх перекриттям із маркером кінця цього періоду — викидами басейну Моря Нектару. Якщо деталь поверхні перекрита цими викидами, вона має донектарський вік.
Вік кратера можна приблизно оцінити за ступенем його збереженості: донектарські кратери, як найдавніші, здебільшого збереглися найгірше. Вони сильно зруйновані пізнішими ударами та часто вкриті викидами новіших кратерів. Але подібної зруйнованості набули й деякі молодші кратери, поруч із якими пізніше з'явилися великі басейни.
Важливий спосіб визначення віку ділянок поверхні небесних тіл заснований на підрахунку кратерів, що накопичилися на цих ділянках за час їх існування. На основі даних зонда Lunar Reconnaissance Orbiter визначено, що концентрація кратерів діаметром ≥20 км для басейну Моря Нектару складає 135 ± 14 шт/млн км2 (раніше її оцінювали в 79 ± 14 шт/млн км2). Відповідно, на ділянках донектарського віку вона більша за цей поріг, а для їх сукупності складає 188±7 шт/млн км2.

## Об'єкти, що утворилися протягом періоду
Ділянки місячної поверхні, що збереглися з донектарського періоду, займають невелику область на півдні видимого боку та значно більшу — на зворотному боці. До них належать найбільші місячні кратери — басейн Південний полюс — Ейткен та гіпотетичний басейн Океану Бур (вони ж є найдавнішими місячними кратерами, що збереглися досі). Ділянки донектарського віку не досліджувалися ні астронавтами «Аполлонів», ні апаратами серії «Луна», оскільки мають незручне розташування. Але породи цього віку трапляються в зразках, зібраних в інших місцях.
У цьому періоді — ймовірно, 4,4–4,2 млрд років тому — затверділа місячна кора. Найімовірніше, вона виділилася з океану магми завдяки гравітаційній диференціації — спливанню легких речовин догори. Відповідно, її складають здебільшого легкі породи — анортозит, норит та троктоліт (разом відомі як ANT). Інша важлива група древніх місячних порід отримала назву KREEP завдяки високому вмісту калію (K), рідкісноземельних елементів (REE) та фосфору (P). Можливо, ці породи утворилися з того ж океану після кристалізації легких мінералів або з розплаву, що з'являвся при ударах астероїдів. Найдавніші датовані місячні породи мають радіоізотопний вік близько 4,52 млрд років. Відносно незмінна давня місячна кора відома лише за маленькими фрагментами в складі брекчій, утворених пізнішими ударами.
У донектарському періоді йшло інтенсивне астероїдне бомбардування Місяця, як і інших тіл Сонячної системи. За фотографічними дослідженнями виявлено близько 30 донектарських імпактних басейнів, з яких біля третини є гіпотетичними. Ще порядку сотні древніх басейнів вдалося виявити за даними щодо товщини місячної кори, отриманими на основі альтиметричних та гравіметричних вимірювань: ці басейни вже настільки зруйновані, що практично не вирізняються в рельєфі. Очевидно, переважна їх більшість є донектарськими.
Донектарських вулканічних порід та форм рельєфу не ідентифіковано. Чи були тоді виливи морської лави, невідомо; якщо й так, моря тих часів були знищені подальшими ударами. Невідомі на місячній поверхні й розломи та складки донектарського віку.
Серед великих кратерів (басейнів) донектарський вік, ймовірно, мають кратери Аполлон, Біркгофф, Грімальді, Лоренц, Мілн, Планк, Пуанкаре, деякі об'єкти без офіційної назви, зокрема, басейн Південний полюс — Ейткен, а також басейни морів Достатку, Мрії, Південного, Сміта та гіпотетичні басейни морів Крайового, Островів, Спокою, Хмар та Океану Бур. Не виключено, однак, що деякі з перерахованих кратерів є нектарськими, а деякі з тих, що найчастіше вважаються нектарськими, — донектарськими.